# Aplopsis rutila
Aplopsis rutila är en skalbaggsart som beskrevs av Britton 1957. Aplopsis rutila ingår i släktet Aplopsis och familjen Melolonthidae. Inga underarter finns listade i Catalogue of Life.